# Coitus reservatus
Coitus reservatus, også kendt som karezza, er en samlejeform, hvor manden ikke forsøger at ejakulere inde i sin partner, men i stedet forsøger at udskyde orgasmen så længe som muligt. Udtrykket "karezza" blev opfundet af lægen Alice Bunker Stockham.
Coitus reservatus er ikke en sikker måde at forhindre kønssygdomme på, da penisen lækker præ-ejakulation som kan indeholde alle de samme smitsomme virale partikler og bakterier som den egentlige sæd. Derudover er det også en uholdbar præventionsmetode, selv hvis ejakulation undgås, da indholdet og kvaliteten af sperma i præ-ejakulation ikke er rigtig kendt. Metoden er også uholdbar på grund af besværet med at kontrollere ejakulationsprocessen.
En anden besværlighed ved denne metode er, at hvis manden begynder at få orgasme (før ejakulationen rigtigt begynder), kan musklerne i underkroppen, såsom i ben og balder, stramme sig sammen, hvilket gør det svært at udtrække penis. Dette kan forårsage at den første halvdel af ejakulationen ender i hans partner.